# Образование в Древна Гърция
Древна Гърция представлява множество полиси, възникнали в резултат на разложението на родовообщинния строй.
Най-значимите полиси са Лакония с главен град Спарта и Атика с главен град Атина. Те са робовладелски държави и са близки една до друга. Съществуват едновременно, но развиват различни образователно-възпитателни системи, защото се различават икономически, социално и културно.

## Спарта
Социалната структура на Спарта включва 3 социални групи:
- спартанци – аристокрацията
- периеки – занаятчии, търговци
- илоти – роби

В количествено отношение спартанците са около 9 хил. семейства, а илотите около 250 хил. и те непрекъснато се стремят към свобода. Това налага спартанците да бъдат непрекъснато в бойна готовност. Да умеят да убиват, да си служат с меч. Целта на възпитанието в Спарта е да се възпитава спартанецът-войн. Съвършен войник предан на държавата. Тази цел налага специална образователна система.
В Спарта децата принадлежат на държавата. До 7 г. възраст се възпитават в семейството. Майките-спартанки ги закаляват и възпитават в безстрашие. От 7 до 14 г. възраст децата постъпват в държавни образователно-възпитателни учреждения. Разпределят се по възрасти. Получават изключителна физическа подготовка. От сутрин до вечер физически занимания. В края на този етап младежите се извеждат от Спарта в различни гранични пунктове. На 15 г. възраст се връщат и се провежда парад. От 15 до 20 г. възраст се разпределят по отряди и се наричат ирени. Занимават се основно с физическа закалка и подготовка. Сега вече при тях идват старите спартанци и провеждат беседи на различни теми. От 21 до 30 г. възраст младежите постъпват в ефебия – учреждения от казармен тип. Цел – военно обучение.
След тази възраст младежите излизат от образователно-възпитателната система. До тази възраст се наричат непълнолетни. Хората на възраст от 30 до 60 г. са мъже, а над 60 г. са старци. Старците образуват съвет, който се нарича герусия. Този съвет избира педоном, който с пет помощници отговаря за обучението на младите хора.
Възпитанието в Спарта е едностранчиво – физическо и военно. Липсва интелектуално възпитание. Присъстват музика и пеене, но не като средство за естетическо възпитание. Това изпитване на младите от старците не дава реални знания. За девойките възпитанието също е физическо и военно. Целта е:
- за да раждат здрави деца
- да възпитават в смелост и мъжество
- да участват във военни действия.

## Атина
За древните атиняни смисълът на живота е човек да бъде щастлив. А според тях човек е щастлив, ако е физически здрав и нравствено извисен. Така достигат до понятието калокагатия – означава всички оттенъци на нравствена и физическа красота. Това понятие не съществува в никой друг език. В древността атиняните са наричали себе си прекрасните и добрите. Според тях пътят за достигане на калокагатия е състезанието. Целият живот на атиняните мъже преминава по стадионите. Състезанията са неотменни за тях. Но калокагатия е само за мъжете. От това понятие възлиза и целта на възпитанието – хармонично развитие на тялото и духа.
Жената в Атина е в унизително неравноправно положение. Девойките израстват в семейството. Женската част на къщата се нарича гинекей. До 7-годишна възраст и момчета, и момичета се възпитават в женската част на къщата. След тази възраст момичетата остават в семейството и усвояват четене, писане, ръкоделие, музика. Жената в къщата се нарича „старша слугиня“. В аристократичните семейства е „дойка“. Бащите рядко взимат участие в отглеждането и възпитанието на децата до 7-годишна възраст. Девойките, когато се омъжат, не променят положението си. Жените рядко излизат на улицата. Смята се за некрасиво да се появяват пред мъжете, да посещават дори родителите си. Когато излизат, се придружават от евнуси.
За разлика, мъжете са напълно свободни и посветени на своята цел – постигане на физическо и нравствено възвисяване – калокагатия. От 7 до 16-годишна възраст момчетата постъпват в музично училище – основно. То е общообразователно и в него се изучава основно четене и писане, след това науките. В него учебните предмети обхващат 3 кръга:
- четене, писане, литература, музика, пеене.
- математика
- рисуване

До тук музичното училище полага основите на хармоничното духовно възпитание. От 12-годишна възраст започва гимнастическо училище, което е към музичното. Понятието гимнастическо идва от „гимнос“ (гр.) – гол, човек без дрехи. В гимнастическото училище младежите играят голи. Изучават 5 дисциплини – пентатлон: бягане, скачане, борба, хвърляне на копие, хвърляне на диск. Учителят в гимнастическото училище се нарича педотриб. От 16-годишна възраст децата с интелектуални качества, но само от робовладелските среди постъпват в гимназия. Тя е продължение на гимнастическото училище и е за усъвършенстване на гимнастическата подготовка. Най-известни гимназии са:
- Лицей – принадлежала на Аполон Лицейски
- Академия – наименованието идва от бог Академ
- Киносарг – за младежи със смесена кръв, патрон е Херакъл

Гимназиите не са държавни, а обществени. Издържат се от богати аристократи – гимназиарси.
След гимназията следва ефебия – не е казармено учреждение, за разлика от Спарта. Военно обучение само на теория. След ефебия младите хора получават граждански права.